# 1. Liga (Tschechoslowakei) 1968/69
Die Spielzeit 1968/69 der 1. Liga  war die 26. reguläre Austragung der höchsten Eishockeyspielklasse der Tschechoslowakei. Mit 29 Siegen und einem Unentschieden an 36 Spieltagen setzte sich der ASD Dukla Jihlava durch und gewann damit den dritten tschechoslowakischen Meistertitel der Vereinsgeschichte. Motor České Budějovice stieg in die zweite Spielklasse, die 1. ČNHL, ab, während Škoda Plzeň in der Aufstiegsrunde den Aufstieg in die 1. Liga schaffte.

## Modus
Wie in der Vorsaison wurde die Liga mit zehn Mannschaften ausgespielt. Da jede Mannschaft gegen jeden Gruppengegner je zwei Heim- und Auswärtsspiele austrug, betrug die Gesamtanzahl der Spiele pro Mannschaft 36 Spiele. Der Letztplatzierte der Tabelle stieg direkt in die jeweilige Landesmeisterschaft ab.

## Tabelle
| Pl. | Team                    | Sp. | S  | U | N  | Torv.    | Pkt. |
| --- | ----------------------- | --- | -- | - | -- | -------- | ---- |
| 1.  | ASD Dukla Jihlava       | 36  | 29 | 1 | 6  | 206: 83  | 59   |
| 2.  | ZKL Brno                | 36  | 26 | 2 | 8  | 184: 121 | 54   |
| 3.  | Slovan CHZJD Bratislava | 36  | 22 | 5 | 9  | 147: 115 | 49   |
| 4.  | Tesla Pardubice         | 36  | 17 | 3 | 16 | 150: 137 | 37   |
| 5.  | SONP Kladno             | 36  | 15 | 6 | 15 | 115: 121 | 36   |
| 6.  | Sparta ČKD Praha        | 36  | 14 | 5 | 17 | 147: 129 | 33   |
| 7.  | VSŽ Košice              | 36  | 13 | 4 | 19 | 111: 146 | 30   |
| 8.  | CHZ Litvínov            | 36  | 10 | 5 | 21 | 111: 164 | 25   |
| 9.  | TJ Gottwaldov           | 36  | 12 | 0 | 24 | 109: 181 | 24   |
| 10. | Motor České Budějovice  | 36  | 5  | 3 | 28 | 103: 186 | 13   |

Bester Torschütze der Liga wurde Jaroslav Jiřík, der in den insgesamt 36 Spielen 35 Tore erzielte. Topscorer wurde Jan Suchý von Meister Jihlava, der in 36 Partien 28 Tore und 26 Assists sammelte.

## Meistermannschaft von Dukla Jihlava
| Logo | Torhüter      | Marcel Sakáč, Pavol Svitana, Daněk |
| Logo | Abwehrspieler | Jan Suchý, Ladislav Šmíd, Jaroslav Vinš, X. Bauer, Vladimír Bednář, František Zelenický                                                                        |
| Logo | Stürmer       | Jan Hrbatý, Jaroslav Holík, Jiří Holík, Jan Klapáč, Václav Mařík, Bohuslav Ebermann, Vodák, Balun, Josef Augusta, Vorlíček, Mráz, Lano, Střílka, Konečný, Nikl |
| Logo | Trainer       | Jaroslav Pitner und Stanislav Neveselý |

## 1. Liga-Qualifikation
| Pl. | Team                           | Sp. | S | U | N | Torv. | Pkt. |
| --- | ------------------------------ | --- | - | - | - | ----- | ---- |
| 1.  | Škoda Plzeň                    | 6   | 5 | 0 | 1 | 33:12 | 10   |
| 2.  | TJ VŽKG Ostrava                | 6   | 4 | 1 | 1 | 26:16 | 9    |
| 3.  | Auto Škoda Boleslav            | 6   | 1 | 1 | 4 | 21:34 | 3    |
| 4.  | Iskra Smrečina Banská Bystrica | 6   | 1 | 0 | 5 | 16:34 | 2    |